# L'acconciatura
L'acconciatura è un dipinto a olio su tela (114,3x146,7) di Edgar Degas, databile al 1896 circa e conservato nella National Gallery di Londra.

## Storia
Degas fu sempre attratto dal corpo femminile in movimento e nell'ultimo periodo di attività eseguì un grande numero di studi di donne intente a compiere gesti connessi alla cura del proprio corpo.
Il dipinto fu acquistato dal museo nel 1937.

## Descrizione e stile
Un'assistente sta spazzolando i lunghi capelli rossi di una donna seduta, che sembra provare un certo dolore, proteggendosi l'attaccatura alla fronte con una mano, in modo da attutire gli strattoni. È la folta capigliatura che è il fulcro della scena e unisce le due protagoniste. La donna seduta ha un ventre protuberante: può darsi che sia incinta?
Il rapporto tra le due donne è ambiguo: sebbene la donna in piedi appartenga chiaramente alla servitù, essa è sicuramente la figura dominante della scena, con una connotazione vagamente erotica suggerita anche dalla colorazione calda. È proprio il colore che trasforma il rituale quotidiano dello spazzolare i capelli in qualcosa di ambiguo e provocante.
L'intera scena si basa sul rosso e sull'arancio (della stanza, della tenda, dei vestiti e dei capelli delle donne), interrotti solo da alcune zone bianche (l'incarnato della donna seduta, il grembo dell'assistente) e gialle, come la spazzola poggiata sul tavolo, che si esaltano a vicenda. Per dare l'effetto della tovaglia di cotone sul ripiano l'artista lasciò semplicemente visibile la tela sottostante. Energici tratti grigio scuro contornano poi le figure. Un pentimento si nota nel braccio sollevato della donna. Può darsi che l'artista non ritenesse l'opera finita, infatti non la firmò.